# 女切り裂き狂団/チェーンソー・クィーン
『女切り裂き狂団 チェーンソー・クィーン』（原題：Hollywood Chainsaw Hookers、イギリスでは単にHollywood Hookersというタイトル）は、フレッド・オーレン・レイ監督、ガンナー・ハンセン、リネア・クイグリー、ジェイ・リチャードソン、ミシェル・バウアー出演の1988年のアメリカのブラックコメディ・ホラー映画。B級映画として知られている。

## あらすじ
私立探偵のジャック・チャンドラー（ジェイ・リチャードソン）は、行方不明となっていた10代の家出娘（リネア・クイグリー）を見つけ出すが、彼女はストリッパーになっていて、「マスター」（ガンナー・ハンセン）が率いるエジプトのチェーンソーを崇拝する売春婦たちのカルト教団のメンバーとなっていた。

## キャスト
- サマンサ - リネア・クイグリー
- ザ・ストレンジャー - ガンナー・ハンセン
- ジャック・チャンドラー - ジェイ・リチャードソン
- ロリ - ドーン・ワイルドスミス
- メルセデス - ミシェル・バウアー
- リサ - エスター・イリース
- イルサ - トリシア・バーンズ
- サリー - スージー・ウィルソン
- エルミー - フォックス・ハリス（英語版）
- ボー - ジミー・ウィリアムズ
- バーテンダー、ジェイク - Dukey Flyswatter
- ミック・ハリス - デニス・T・ムーニー
- マーフィー - ジェリー・ミラー（英語版）
- ヌビアン - ゲイリー・J・レビンソン
- バーにいた子ども - クリストファー・レイ（クレジットなし）

## リリース
当時、イギリスのビデオリリースでは、タイトルに「Chainsaw」の文字を入れることが許されていなかったため、単に『Hollywood Hookers』としてリリースされた（カバースリーブには、削除した文字の代わりにチェーンソーの絵が描かれていた）。

## 製作
映画の冒頭には、「この映画で使われているチェーンソーは本物で、危険です！この映画では熟練したプロが扱っています。この映画の製作者は、これらのスタントを自宅で行おうとする人に強く忠告します。特に、裸で激しいセックスをしようとしている人は注意してください」という免責事項を知らせる文言が挿入されている。映画の最後には、続編として『Student Chainsaw Nurses』の製作が示唆されているが、結局、次作は製作されなかった。

## 評価
本作は、批評家や観客から賛否両論の評価を受け、Rotten TomatoesのWant-To-Seeスコアでは33％となった。

## ホームメディア
本作は、VHS、DVD、Blu-rayフォーマットで発売されている。
アメリカでは、2008年8月5日に「20周年記念ワイドスクリーン版」のDVDが発売された。ブルーレイでは、2015年1月9日に通常版とサイン入り「特別限定版」1000枚の2種類の単品版が発売された。
イギリスでは、2000年7月10日にDVDが発売された。88 Filmsは、「Slasher Classics Collection」の一部として、2015年3月23日に本作のブルーレイを発売した。コレクションのうちの＃6に位置し、同コレクションでリリースされた他の作品と同様に、リバーシブル・スリーブが収録されている。

## ソース
- Thompson, Nathaniel (2006) [2002]. DVD Delirium: The International Guide to Weird and Wonderful Films on DVD; Volume 1 Redux. Godalming, England: FAB Press. pp. 360–361. ISBN 1-903254-39-6